# El Capulín, Tlaxiaco
El Capulín är en ort i Mexiko.   Den ligger i kommunen Heroica Ciudad de Tlaxiaco och delstaten Oaxaca, i den sydöstra delen av landet, 280 km sydost om huvudstaden Mexico City. El Capulín ligger 2 118 meter över havet och antalet invånare är 243.
Terrängen runt El Capulín är lite kuperad. Runt El Capulín är det ganska tätbefolkat, med 83 invånare per kvadratkilometer. Närmaste större samhälle är Heroica Ciudad de Tlaxiaco, 4,5 km sydväst om El Capulín. I omgivningarna runt El Capulín växer huvudsakligen savannskog.